# Rabbit-Proof Fence (film)

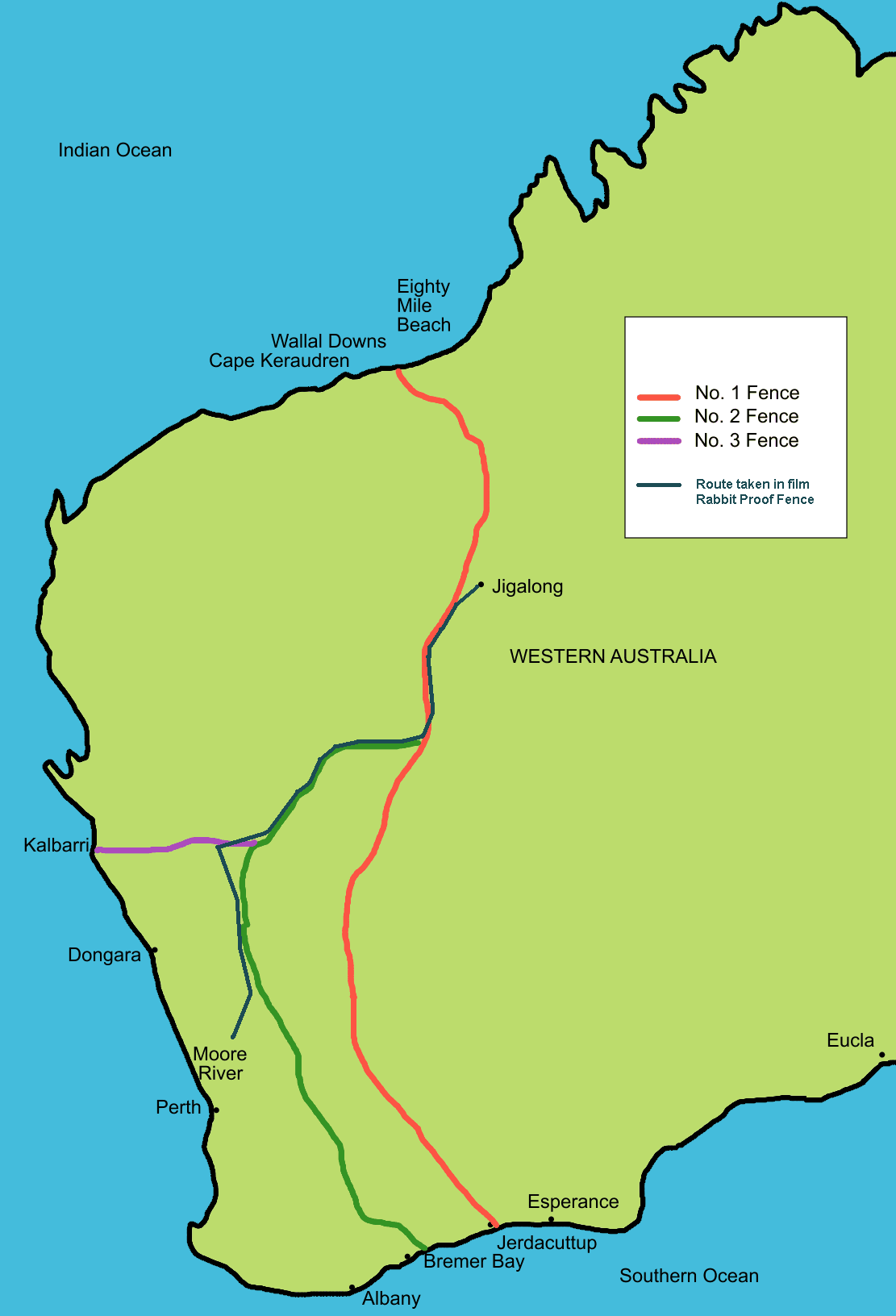
Kaart van de echte rabbit-proof fence met de reis van Moore River naar Jigalong.

Rabbit-Proof Fence is een Australische film uit 2002, gebaseerd op het boek Follow the Rabbit-Proof Fence van Doris Pilkington Garimara. Het is een waargebeurd verhaal over de moeder van de auteur en twee andere jonge Aborigine-meisjes, die samen wegliepen van het Moore River Native Settlement, ten noorden van Perth. Ze waren als gestolen generaties in deze instelling geplaatst in 1931, maar wilden terug naar hun eigen familie. De film volgt de meisjes terwijl ze gedurende negen weken te voet 2400 km langs de Australische Rabbit-proof fence, een afsluiting tegen de konijnen die het land in twee deelt, trekken naar Jigalong. Ze worden achtervolgd door een agent van de blanke overheid en door een Aborigine spoorzoeker.
De muziek van de film, Long Walk Home: Music from the Rabbit-Proof Fence, werd geschreven door Peter Gabriel.

## Rolverdeling
- Everlyn Sampi als Molly Craig
- Tianna Sansbury als Daisy Kadibill
- Laura Monaghan als Gracie Fields
- Kenneth Branagh als A. O. Neville
- David Gulpilil als Moodoo
- Deborah Mailman als Mavis